# Peugeot Expert
Peugeot Expert — це мікроавтобуси, які компанія Peugeot випускає в Європі з 1995 року.

## Перше покоління (1995—2007)

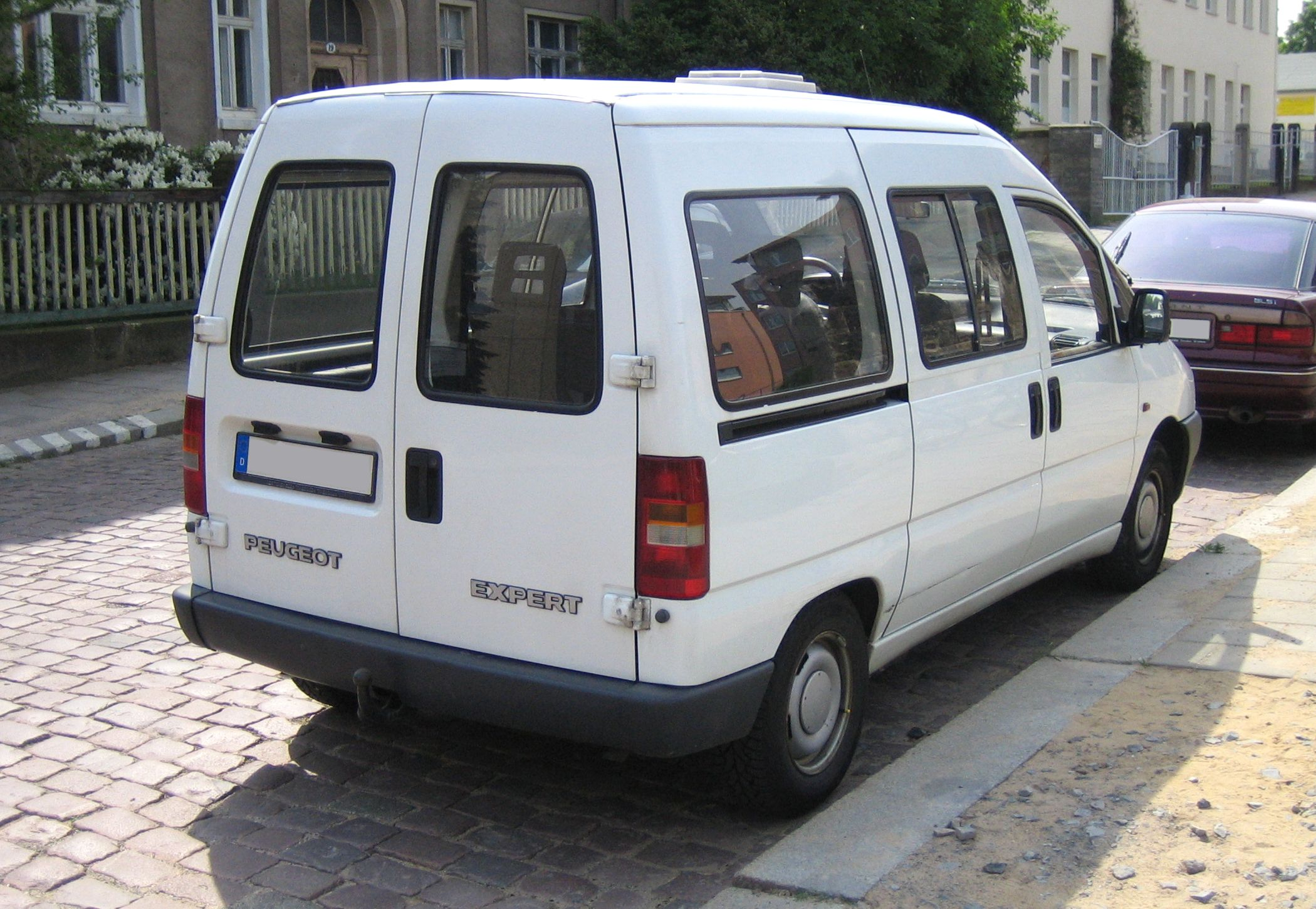
Peugeot Expert 1 (1995—2004)

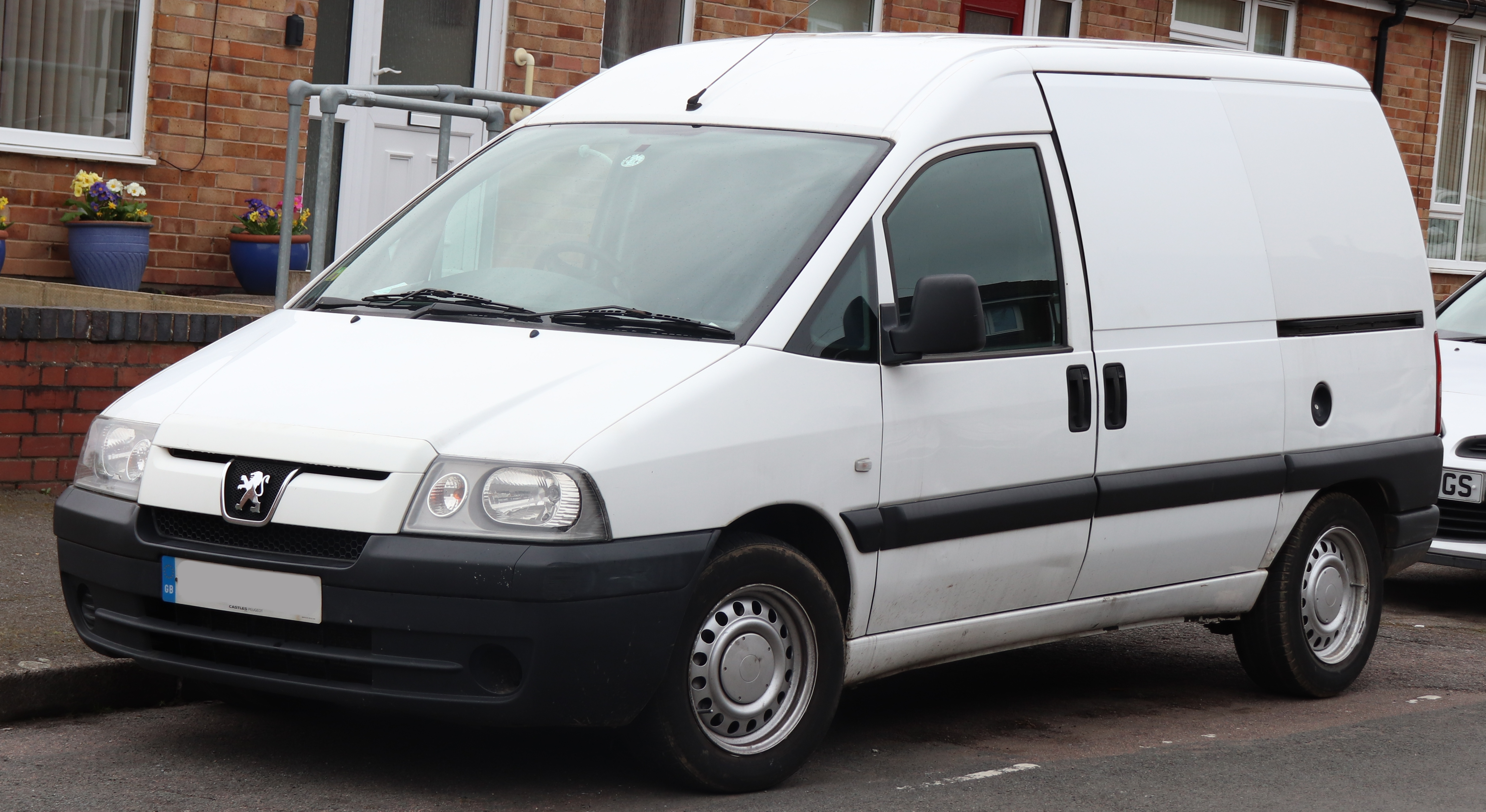
Peugeot Expert 1 (2004—2007)

Перше покоління автомобілів Peugeot Expert серійно випускаються з 1995 року на новому спільному заводі SEVEL на півдні Франції разом з ідентичними моделями Citroën Jumpy і Fiat Scudo. Основою для серії Expert послужив мінівен Peugeot 806.
У 2004 році автомобіль був модернізований. Від своїх двійників він відрізняється оформленням передньої частини. При збереженні світлових приладів овальної форми середня частина решітки радіатора моделі Expert виконана в дусі більших фургонів Boxer, в продовження розвитку єдиного фірмового стилю. Незважаючи на ряд зовнішніх відмінностей і повніший набір додаткового обладнання, загальна конструкція фургона не зазнала істотних змін. Автомобіль пропонувався в 15 базових виконаннях з одним розміром колісної бази (2824 мм) і одним варіантом висоти розташування даху (1290 мм). Суцільнометалевий кузов місткістю 4 м3 має одні бічні і дві задні розсувні двері. Вантажопасажирські варіанти Break з тонованим склом забезпечені додатковими знімними сидіннями на 5-9 чоловік. Вони випускаються в основному на довгобазовому шасі (3224 мм) вантажопідйомністю 795 кг, що дозволяє збільшити об'єм кузова до п'яти кубометрів.
Гамма двигунів трохи скоротилася, зате поповнилася найбільш економічним та екологічно чистим 4-циліндровим 2,0-літровим дизелем 2.0HDi з безпосереднім уприскуванням палива. Для фургонів призначений його 94-сильний варіант, на вантажопасажирських виконаннях встановлюється варіант потужністю 109 к.с. Такий автомобіль здатний розвивати максимальну швидкість 165 км/год і в місті споживати в середньому 7,9 л палива на 100 км. Найпотужнішим залишається автомобіль з бензиновим 2.0-літровим 16-клапанним двигуном в 136 к.с. Він досягає швидкості 175 км/год, однак витрата палива в міському циклі знаходиться в межах 12,0 л на 100 км.

### Двигуни
| Бензинові | Бензинові        | Бензинові | Бензинові | Бензинові               | Бензинові                | Бензинові    | Бензинові |
| Модель    | Код двигуна      | Об'єм     | Циліндри  | Потужність при об/хв    | Крутний момент при об/хв | Роки випуску |           |
| --------- | ---------------- | --------- | --------- | ----------------------- | ------------------------ | ------------ | --------- |
| 1.6 i     | 222A2 (1580 SPI) | 1581 см³  | Р4        | 79 к.с. (58 кВт)/5750   | 125 Нм/2750              | 1995–1999    |           |
| 2.0 i 16V | RFN (EW10J4)]    | 1997 см³  | Р4        | 136 к.с. (100 кВт)/6000 | 190 Нм/4100              | 2000–2007    |           |

| Дизельні    | Дизельні                   | Дизельні | Дизельні | Дизельні                | Дизельні                 | Дизельні            | Дизельні |
| Модель      | Код двигуна                | Об'єм    | Циліндри | Потужність при об/хв    | Крутний момент при об/хв | Роки випуску        |          |
| ----------- | -------------------------- | -------- | -------- | ----------------------- | ------------------------ | ------------------- | -------- |
| 1.9 D       | D9B (XUD9AU)               | 1905 см³ | Р4       | 69 к.с. (51 кВт)/4600   | 120 Нм/2000              | 1995–1998           |          |
| 1.9 D       | WJZ (DW8) WJY (DW8B)       | 1868 см³ | Р4       | 69 к.с. (51 кВт)/4600   | 125 Нм/2500 105 Нм/2500  | 1998–2002 2002—2007 |          |
| 1.9 TD      | DHX (XUD9BTF)              | 1905 см³ | Р4       | 90 к.с. (66 кВт)/4000   | 196 Нм/2250              | 1998–1999           |          |
| 1.9 TD      | D8B (XUD9TF/L)             | 1905 см³ | Р4       | 92 к.с. (67,5 кВт)/4000 | 202 Нм/2250              | 1996–1998           |          |
| 2.0 HDi 8V  | RHX (DW10BTED, DW10BTEDW4) | 1997 см³ | Р4       | 94 к.с. (69 кВт)/4000   | 215 Нм/1750              | 1999–2002 2002—2007 |          |
| 2.0 HDi 8V  | RHZ (DW10ATED, DW10CTED)   | 1997 см³ | Р4       | 109 к.с. (80 кВт)/4000  | 250 Нм/1750              | 1999–2002 2002—2007 |          |
| 2.0 HDi 16V | RHW (DW10ATED4)            | 1997 см³ | Р4       | 109 к.с. (80 кВт)/4000  | 250 Нм/1750              | 2000–2007           |          |

## Друге покоління (2007—2016)

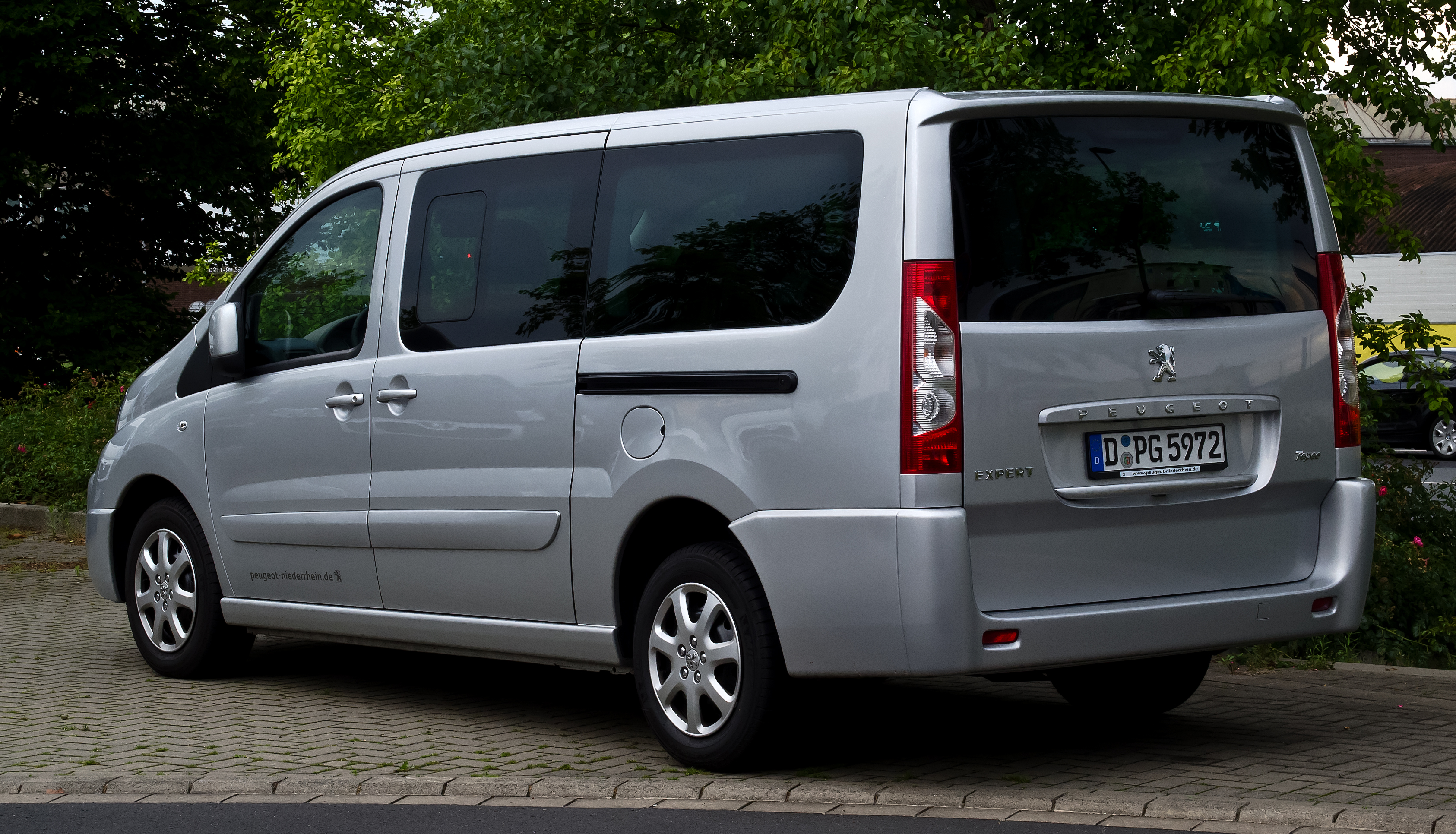
Peugeot Expert Tepee мікроавтобус з однією задньою дверкою (2007—2012)

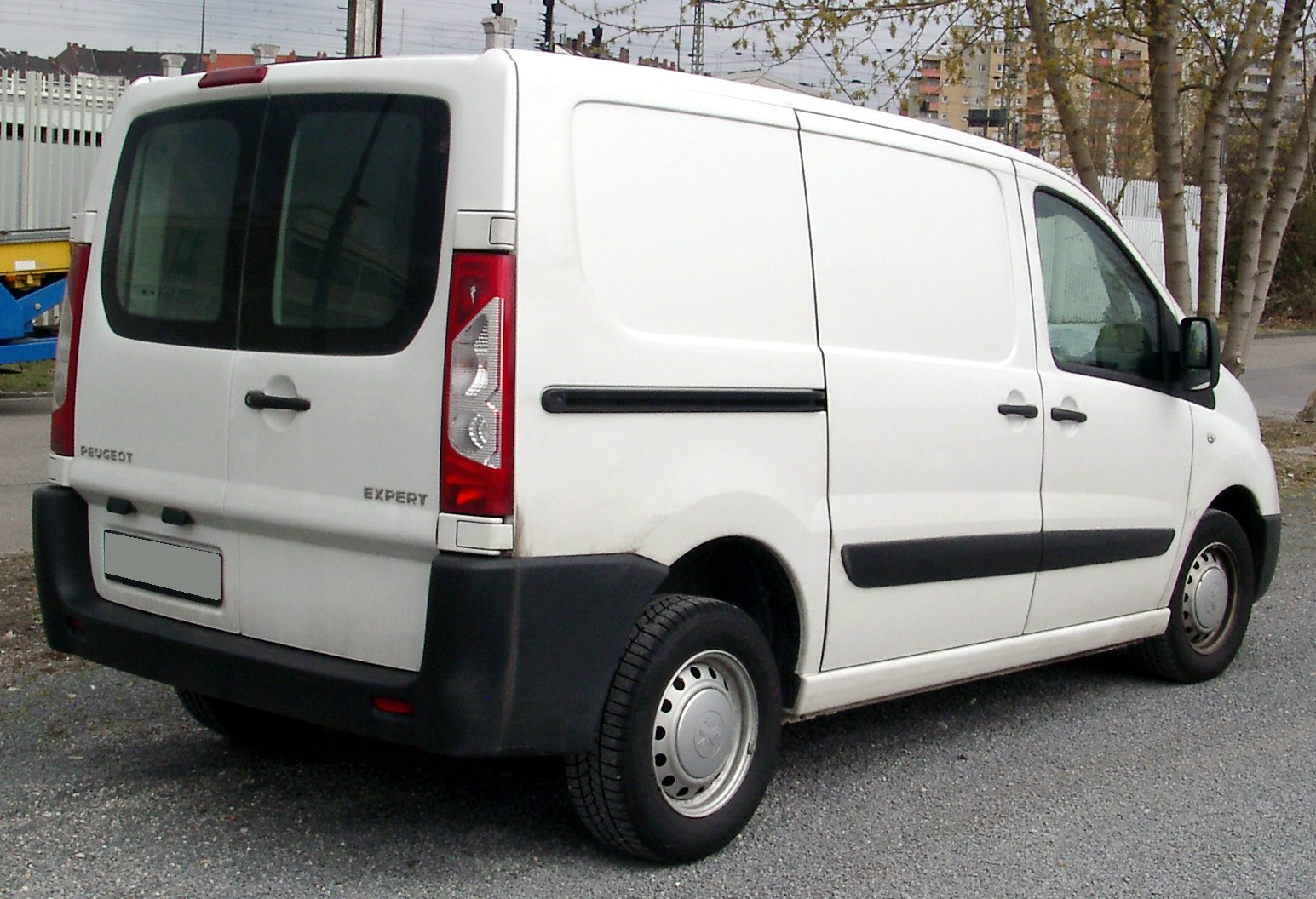
Peugeot Expert II фургон (2007—2012)

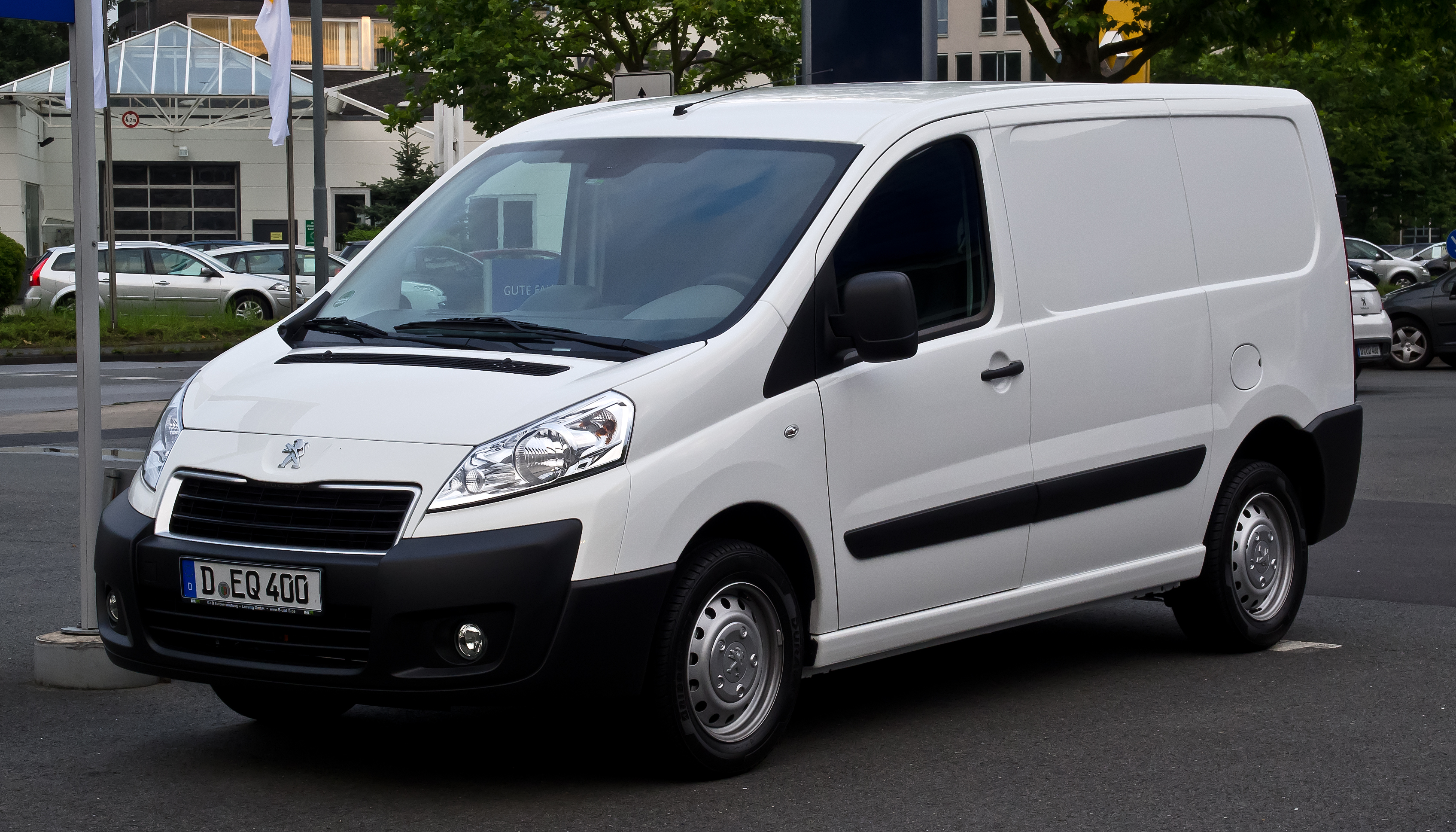
Peugeot Expert II фургон (з 2012)

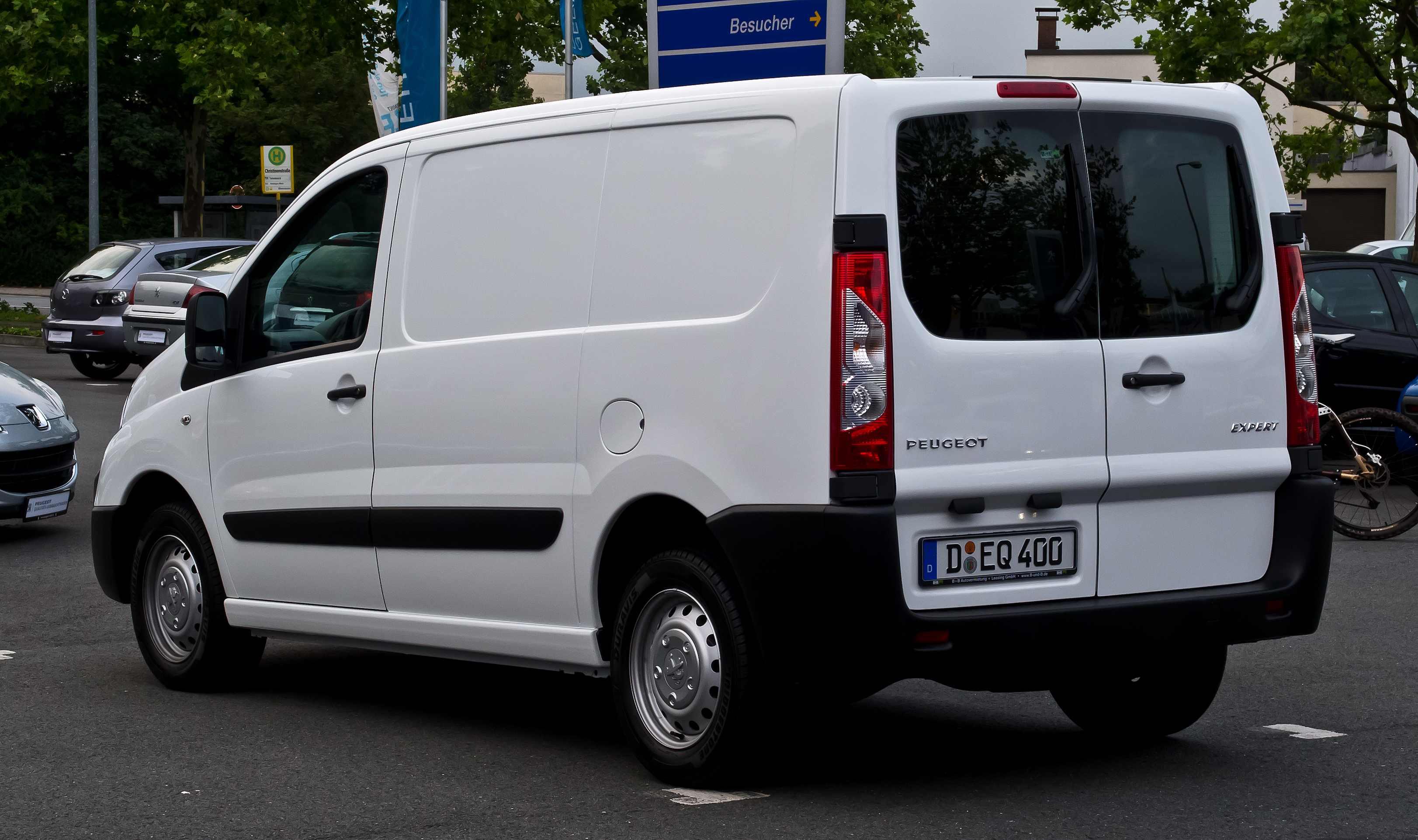
Peugeot Expert II фургон (з 2012)

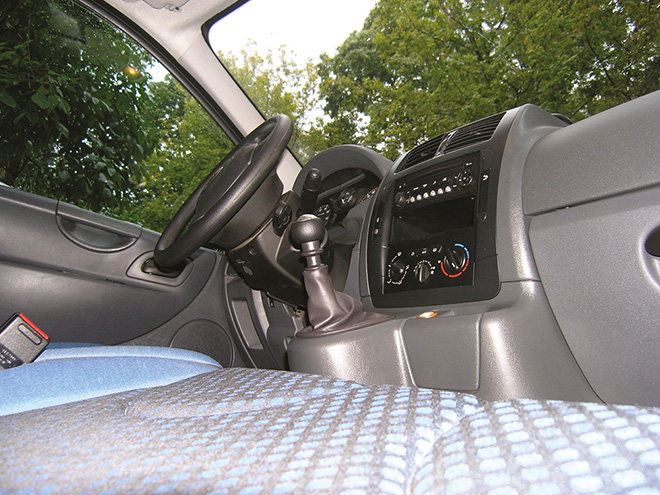

У 2007 році в Європі з'явилося чергове покоління Expert, що включає дві нові модифікації: фургон Peugeot Expert і компакт-вен Peugeot Expert Tepee, що комбінують риси комерційного і пасажирського автомобіля. Друге покоління моделі було створено завдяки співпраці PSA Peugeot Citroen і Fiat. Офіційна презентація відбулася 7 листопада на заводі Севела Норд у Франції в присутності пана Жана-Мартена Фольца, голови Групи PSA і Серджіо Маркьонні, президента Групи FIAT.
Компакт-вен Expert пропонує більшу кількість версій, ніж раніше: два варіанти довжини колісної бази і два варіанти висоти даху. Новий модельний ряд фургонів Peugeot Expert представлений в 9 силуетах, що припускають 400 різних модифікацій. Крім цього, нові моделі відрізняються більшою, порівняно з попередніми версіями, фургонів вантажопідйомністю і місткістю. Найдовша і найвища версія фургона має вантажопідйомність до 1200 кг і дозволяє транспортувати вантаж об'ємом до 7 м3. Висота фургона становить 1,894 м.
У 2012 році модель оновили, змінивши передню частину і оснащення.
Базова комплектація Peugeot Expert включає в себе: антиблокувальну систему гальм, підігрів і електропривод дзеркал, передні електропривідні склопідйомники, подушку безпеки водія, аудіосистему високого класу, навігаційну систему і кондиціонер. 

### Двигуни
Peugeot Expert II оснащений високоефективними турбодизелями HDi з системою Common Rail і безпосереднім упорскуванням палива: 1.6 HDi 16v 90 к.с. і 2.0 HDi 16v 120 к.с. або 136 к.с. та бензиновим двигуном 2,0 л потужністю 140 к.с. Всі двигуни відповідають стандарту Євро-4. Двигуни автомобіля компонуються відповідно з 5 — або 6-ступінчастою трансмісією.
- Дизельні

| Двигун                           | Об'єм [см3 ] | Потужність [к.с.] ([кВт]) при об/хв | Крутний момент [Нм] при об/хв | Циліндри | Клапанний механізм | Розгін (с) 0-100 км/год | Максимальна швидкість км/год | Витрати пального (л/100 км) місто/траса/середні |
| -------------------------------- | ------------ | ----------------------------------- | ----------------------------- | -------- | ------------------ | ----------------------- | ---------------------------- | ----------------------------------------------- |
| 1.6 HDi 90                       | 1560         | 90 (66)/4000                        | 180/1750                      | Р4       | DOHC/16            | 17,1                    | 145                          | 8,6/6,8/7,5                                     |
| 1.6 HDi 90                       | 1560         | 90 (66)/4000                        | 180/1500                      | Р4       | DOHC/16            | 22,4                    | 145                          | 8,1/6,6/7,2                                     |
| 2.0 HDi FAP 100                  | 1997         | 98 (72)/3250                        | ?                             | Р4       | DOHC/16            | 16,9                    | 155                          | 8,2/6,3/7,0                                     |
| 2.0 HDi 120                      | 1997         | 120 (88)/4000                       | 300/2000                      | Р4       | DOHC/16            | 12,8                    | 160                          | 9,3/6,5/7,5                                     |
| 2.0 HDi FAP 130                  | 1997         | 128 (94)/3500                       | 320/2000                      | Р4       | DOHC/16            | 13,4                    | 170                          | 8,2/6,3/7,0                                     |
| 2.0 HDi FAP 136                  | 1997         | 136 (100)/4000                      | 320/2000                      | Р4       | DOHC/16            | 11,6                    | 170                          | 9,4/6,6/7,6                                     |
| 2.0 HDi FAP 165                  | 1997         | 163 (120)/3750                      | 340/2000                      | Р4       | DOHC/16            | 12,6                    | 170                          | 8,2/6,3/7,0                                     |
| Дані для 8/9 місної версії L1H1. |              |                                     |                               |          |                    |                         |                              |                                                 |

### Габарити кузова
| Версії кузова | Колісна база | Об'єм багажника | Довжина грузової платформи | Висота грузової платформи | Довжина автомобіля |
| ------------- | ------------ | --------------- | -------------------------- | ------------------------- | ------------------ |
| L1H1          | 3000 мм      | 5,0 м³          | 2254 мм                    | 1449 мм                   | 4805 мм            |
| L2H1          | 3122 мм      | 6,0 м³          | 2584 мм                    | 1449 мм                   | 5135 мм            |
| L2H2          | 3122 мм      | 7,0 м³          | 2584 мм                    | 1750 мм                   | 5135 мм            |

## Третє покоління (2016—наш час)

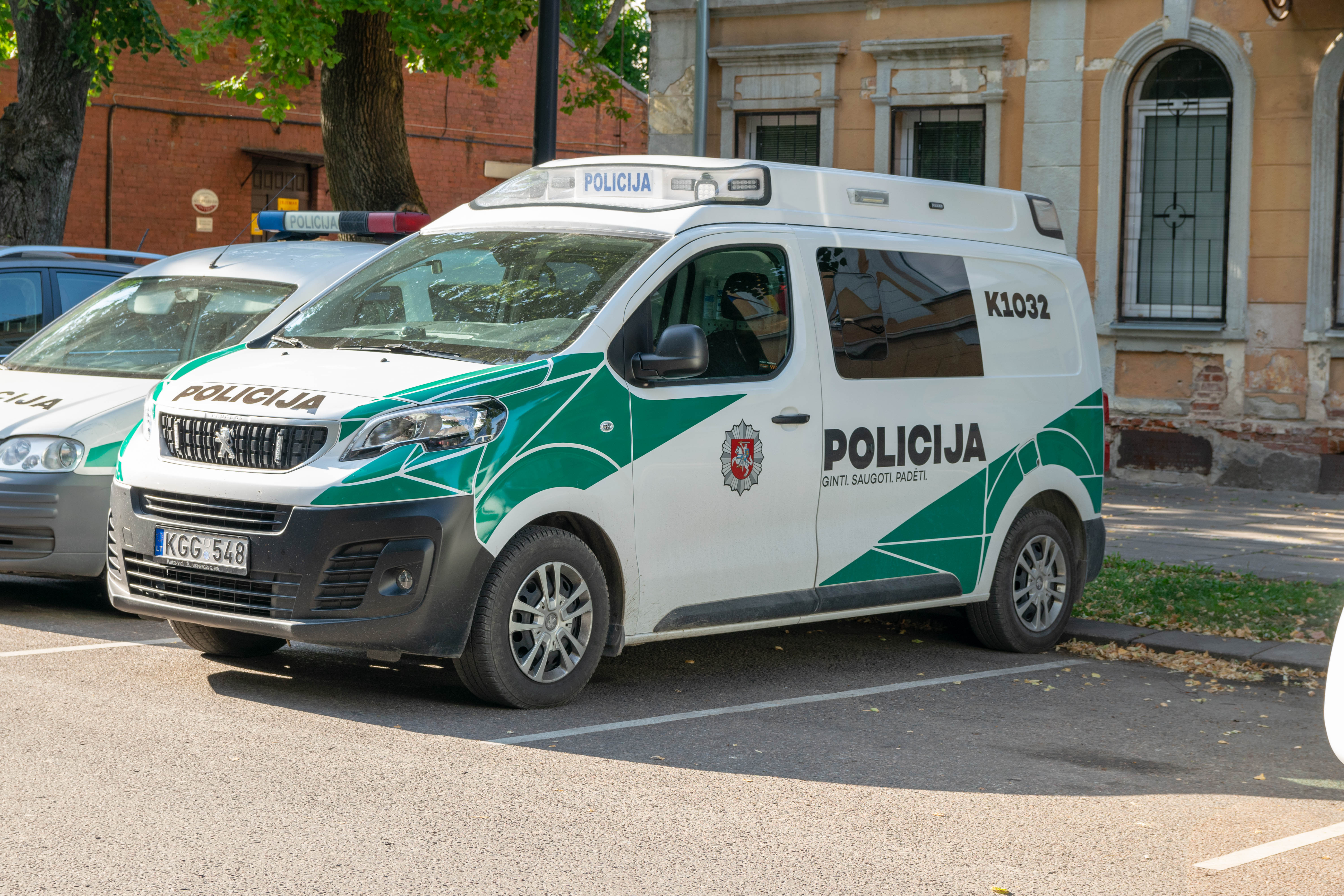
Peugeot Expert III з високим дахом (2016-2023)

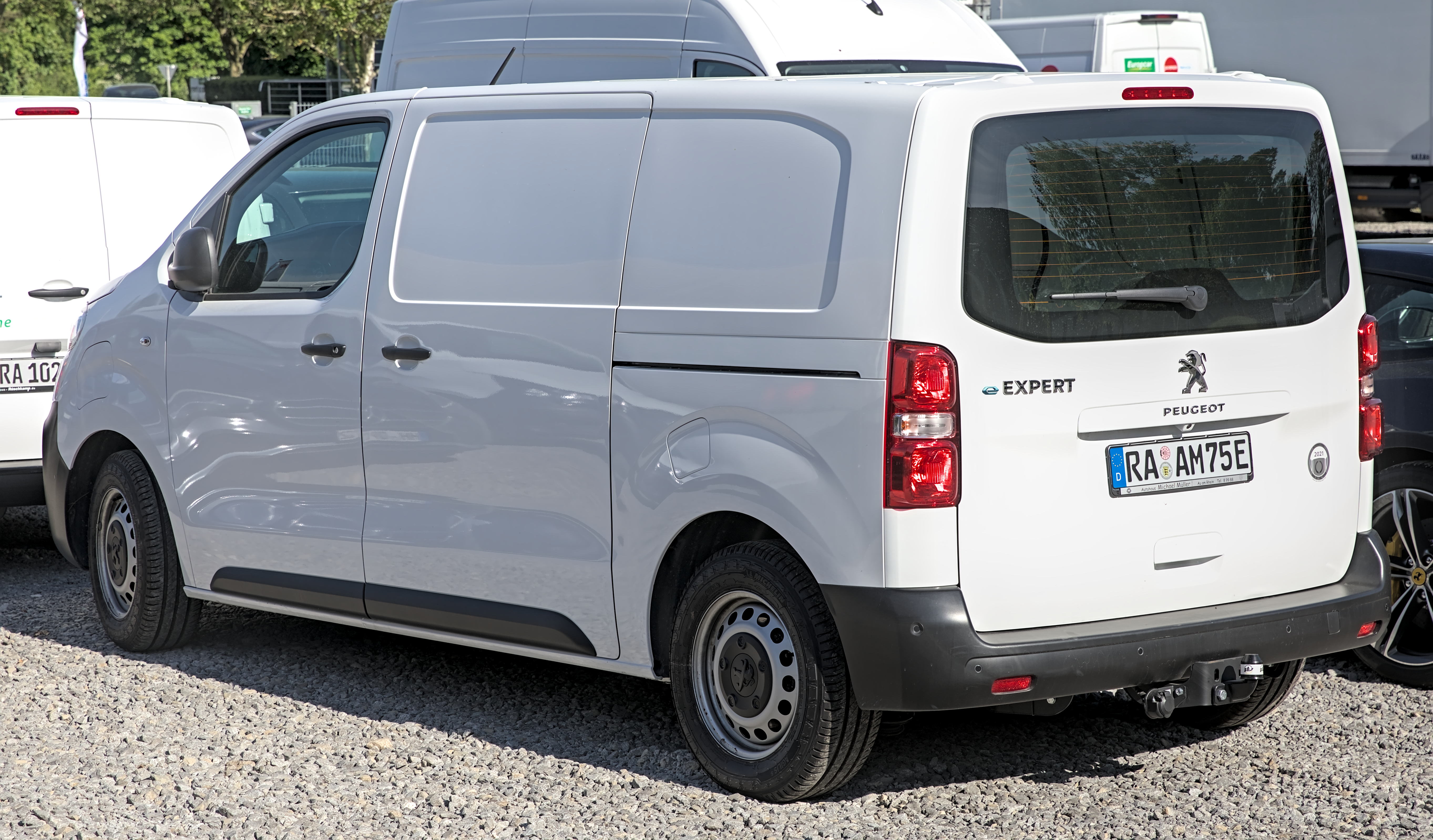
Peugeot e-Expert (2016-2023)

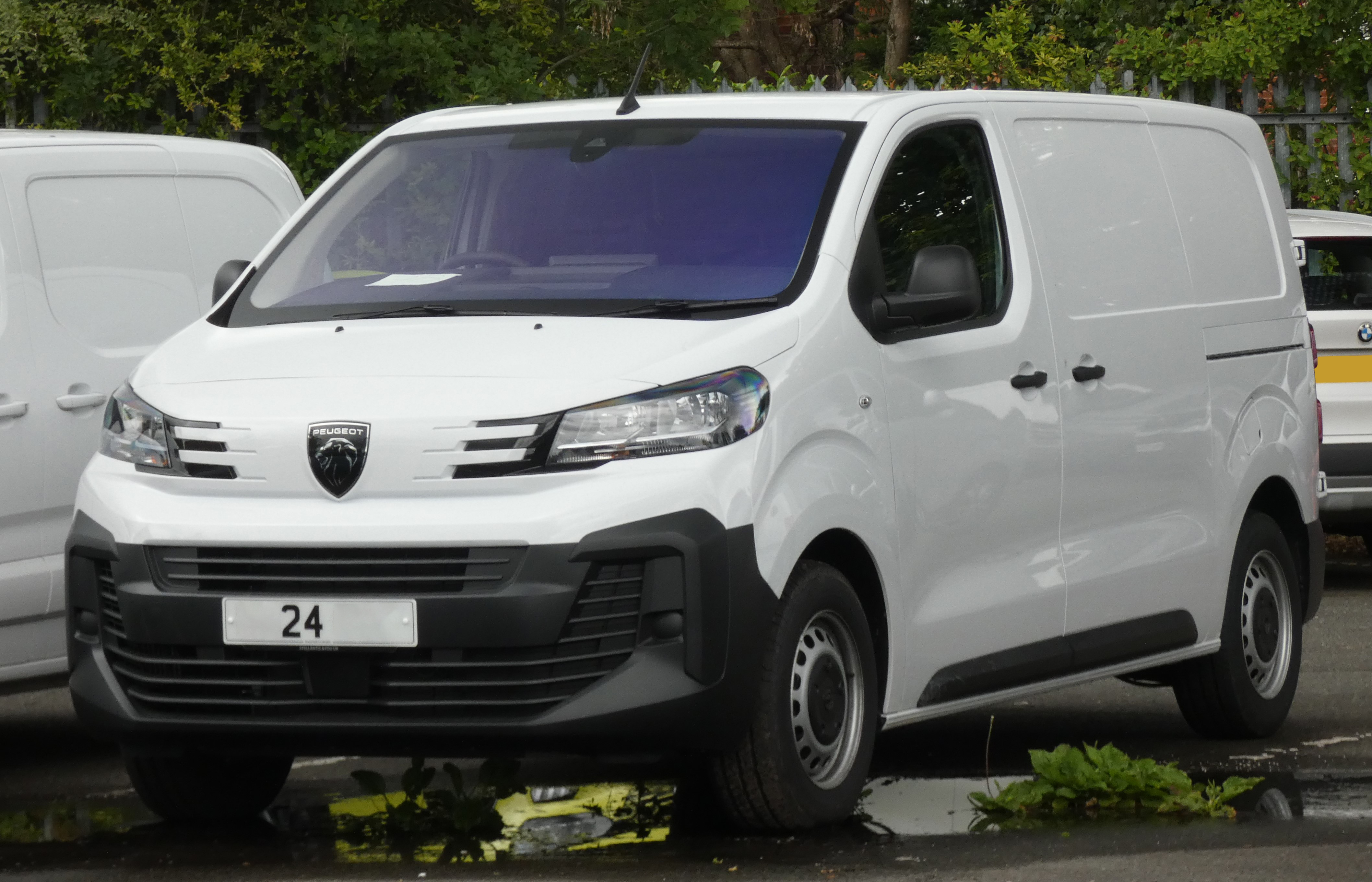
Peugeot Expert Professional L1 BlueHDi (з 2023)

Peugeot Expert третього покоління розроблений на платформі EMP2 і доступний в трьох варіантах по довжині. Це XS — 4,6 м, M — 4,9 м і найдовший XL — 5,3 м. У останньому випадку корисний об'єм вантажного відсіку досягає 6,6 кубометрів, вантажна довжина — від 2162 до 4024 мм, а вантажна ширина між арками коліс складає 1258 мм. Колісна база — 2,92 або 3,27 м. Повна маса Peugeot Expert становить від 2495 кг до 3100 кг. Вантажопідйомність коливається в діапазоні від 556 до 1218 кг. На машині доступна опція hands-free для відкриття бічної зсувних дверей. Якщо руки зайняті, то досить піднести ногу під задній бампер і зсувні двері самі відкриються за допомогою електроприводу.

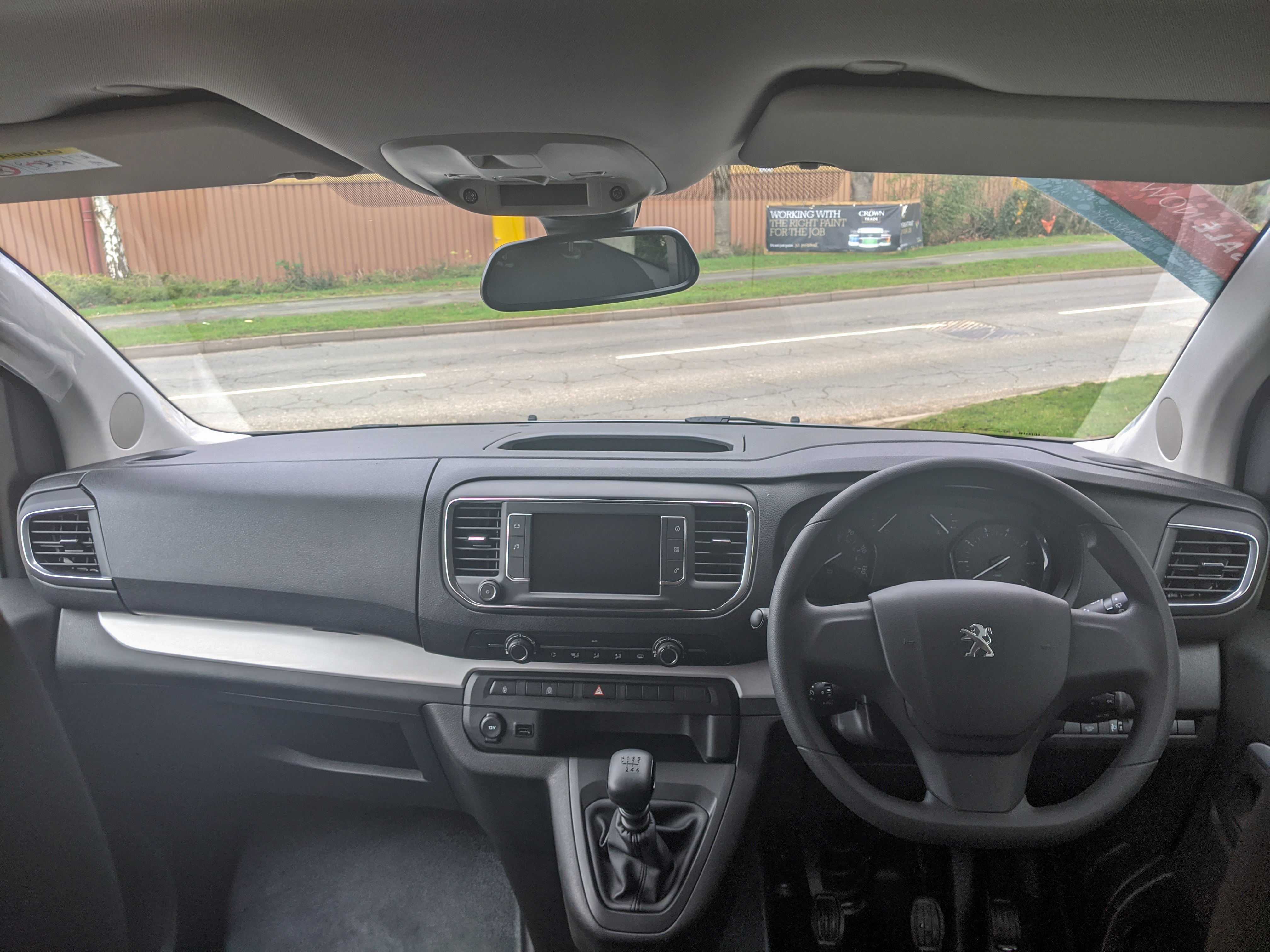

Peugeot Expert оснащується передньою підвіскою типу McPherson зі стабілізатором поперечної стійкості. Задня підвіска — незалежна важільна, зі стабілізатором поперечної стійкості. Кермове управління оснащається гідропідсилювачем. Передні гальма дискові вентильовані, а задні — дискові. Гальмо стоянки механічне.
Привід передбачений тільки передній, але в якості доповнення може служити система поліпшення прохідності на складному дорожньому покритті Grip Control.
Автомобілі комплектуються двигунами 1.6 L Ford DLD-416 I4 та 2.0 L PSA DW10 Multijet I4. В 2018 році двигун 1.6 L був замінений на двигун 1.5 L Ford DLD-415 I4.
Тревеллеров, пасажирська версія Експерта, пройшов краш-тести EuroNCAP, отримавши максимальні п'ять зірок за безпеку.
23 жовтня 2023 року було представлено оновлену модель із технологічними оновленнями. Верхня решітка була повністю видалена для зменшення опору повітря.

### Двигуни
- Дизельні

| Двигун               | Об'єм [см3 ] | Потужність [к.с.] ([кВт]) при об/хв | Крутний момент [Нм] при об/хв | Циліндри | Клапанний механізм | Максимальна швидкість км/год |
| -------------------- | ------------ | ----------------------------------- | ----------------------------- | -------- | ------------------ | ---------------------------- |
| BlueHDi 100          | 1499         | 102 (75)/3500                       | 270/1600                      | Р4       | DOHC/16            | 160                          |
| BlueHDi 120          | 1499         | 120 (88)/3500                       | 300/1750                      | Р4       | DOHC/16            | 160                          |
| BlueHDi 95 BVM       | 1560         | 95 (70)/3750                        | 210/1750                      | Р4       | DOHC/16            | 145                          |
| BlueHDi 95 S&S ETG6  | 1560         | 95 (70)/3750                        | 240/1750                      | Р4       | DOHC/16            | 145                          |
| BlueHDi 115 S&S BVM6 | 1560         | 116 (85)/3500                       | 300/2000                      | Р4       | DOHC/16            | 160                          |
| BlueHDi 120          | 1997         | 122 (90)/4000                       | 340/2000                      | Р4       | DOHC/16            | 160                          |
| BlueHDi 150 S&S BVM6 | 1997         | 150 (110)/4000                      | 370/2000                      | Р4       | DOHC/16            | 170                          |
| BlueHDi 180 S&S EAT6 | 1997         | 177 (130)/3750                      | 400/2000                      | Р4       | DOHC/16            | 170                          |

## Зноски
1. 1 2  Характеристики Peugeot Expert (Пежо Эксперт) [Архівовано 11 травня 2012 у Wayback Machine.] 05.03.2012 (рос.)
2. ↑  Как мы тестировали Peugeot Expert. automoto.ua. Архів оригіналу за 15 вересня 2016. Процитовано 15 вересня 2016.
3. ↑  Фиат Скудо — баланс стиля, комфорта и функциональности!. Архів оригіналу за 27 червня 2010. Процитовано 15 серпня 2011. [Архівовано 2010-06-27 у Wayback Machine.]
4. ↑  Motorisierungen Peugeot Eexpert Tepee Kurz [Архівовано 27 вересня 2011 у Wayback Machine.] 15.08.2011 (нім.)